# Kenny Dalglish
Sir Kenneth Mathieson Dalglish, MBE (Glasgow, 4 de março de 1951), é um ex-futebolista e ex-treinador nascido na Escócia.
Dalglish iniciou a sua carreira no Celtic em 1971, ganhando quatro campeonatos escoceses, quatro Taças da Escócia e uma Taça da Liga escocesa no clube. Em 1977, ele foi para o Liverpool e seus anos nos Reds foram os períodos de maior sucesso do clube, vencendo cinco campeonatos ingleses, a FA Cup, quatro Copas da Liga, cinco FA Charity Shields, três Liga dos Campeões e uma Supertaça da UEFA. Por estas conquistas e seu estilo de jogo, ele recebeu o apelido de King Kenny pelos torcedores do Liverpool. Dalglish tornou-se jogador-treinador de Liverpool em 1985 e venceu mais três títulos Primeira Divisão, FA Cup e quatro FA Charity Shields.
Dalglish foi o primeiro a alcançar 100 gols marcados, tanto na Liga Inglesa, como na escocesa, ele disputou a Copa do Mundo de 1974, a de 1978 e a de 1982.
Dalglish ficou em segundo no Ballon d'Or em 1983 mas ganhou os prêmios de Jogador do Ano dos Jogadores da PFA em 1983 e o FWA Footballer of the Year em 1979 e 1983. Em 2009, a FourFourTwo nomeou Dalglish como o maior atacante do futebol britânico e em 2006 ele liderou a votação dos torcedores do Liverpool sobre os 100 melhores jogadores de todos os tempos. Ele foi introduzido no Hall da Fama da Inglaterra e da Escócia.

## Vida
Dalglish nasceu em Glasgow e foi criado em Milton, no norte de Glasgow. Ele se mudou para as docas de Govan, perto do Ibrox, casa do Rangers, quando ele tinha 15 anos, e ele cresceu torcendo para o Rangers.
Dalglish cursou a Escola Primária do Milton Bank em Milton e começou no futebol como goleiro. Ele então frequentou a Escola Secundária Sênior High Possil, onde ganhou as competições interescolares. Em 1966, Dalglish teve testes mal sucedidos no West Ham e Liverpool.

## Carreira como jogador

### Celtic
Dalglish assinou um contrato provisório com o Celtic em maio de 1967. O treinador do Celtic, Jock Stein, enviou Sean Fallon para ver Dalglish e seus pais em sua casa; Ao ouvir que Fallon estava na porta, Dalglish correu para o andar de cima para remover os cartazes dos Rangers das paredes de seu quarto. Em sua primeira temporada, Dalglish foi emprestado ao Cumbernauld United, pelo qual marcou 37 gols. Durante esse tempo ele também trabalhou como aprendiz de marceneiro. Stein desejou que Dalglish passasse uma segunda temporada emprestado em Cumbernauld, mas o jovem queria se tornar profissional. Dalglish conseguiu o seu desejo e tornou-se membro regular da prestigiada equipa de reservas do Celtic, que ficou conhecida como Quality Street Gang, devido a ter um grande número de futuros jogadores da Seleção Escocesa incluindo Danny McGrain, George Connelly, Lou Macari e David Feno. Dalglish estreou no Celtic num jogo dos quartas-de-final da Copa da Liga escocesa contra o Hamilton Academical em 25 de Setembro de 1968.
Na temporada seguinte, ele começou a jogar no meio-campo. Stein colocou Dalglish no time titular em uma partida da Liga Escocesa contra o Raith Rovers em 4 de outubro de 1969. Celtic venceu por 7-1, mas Dalglish não marcou, nem marcou nos próximos três jogos da primeira equipe em que jogou durante a temporada 1969-1970. A equipe de reservas, no entanto, se beneficiou do seu talento no meio-campo e eles ganhar a Liga e a Copa da categoria, com ele marcando 19 gols em 31 jogos.
Dalglish continuou sua boa fase no time reservas na temporada seguinte, marcando 23 gols. O destaque de sua temporada veio na Final da Copa dos Reserva contra o Rangers. Dalglish marcou um gol na vitória por 4 a 1 na partida de ida e, na segunda partida, marcou três vezes na vitória por 6 a 1 para garantir o título. Ainda sem ser regular na equipe principal, Dalglish estava na arquibancada quando o desastre de Ibrox ocorreu em uma partida da Old Firm em janeiro de 1971, quando 66 torcedores do Rangers foram mortos. Em 17 de maio de 1971, ele jogou pelo Celtic contra o Kilmarnock, Dalglish marcou seis gols pelo Celtic na vitória por 7x2.
A temporada 1971-1972 viu Dalglish finalmente se estabelecer na time principal do Celtic, marcando 29 gols em 53 jogos e ajudando o Celtic a conquistar seu sétimo título consecutivo. Dalglish também jogou na vitória do Celtic por 6 a 1 sobre o Hibernian na final da Copa da Escócia de 1972. Em 1972-73, Dalglish foi o artilheiro do Celtic, com 39 gols em todas as competições e viu o Celtic vencer mais um vez a liga. O Celtic venceu a liga e a copa em 1973-74 e chegou às semifinais da Liga dos Campeões. Os empates contra o Atlético de Madrid os eliminaram, Dalglish descreveu a primeira partida em Glasgow, onde o time espanhol teve três jogadores expulso como "sem dúvida o pior jogo que eu já joguei no que diz respeito à violência."
Dalglish foi capitão do Celtic na temporada de 1975-76, durante a qual o Celtic não conseguiu ganhar um troféu pela primeira vez em 12 anos. Stein ficou gravemente ferido em um acidente de carro e perdeu a maior parte da temporada enquanto se recuperava de seus ferimentos. O Celtic venceu outra liga e copa em 1976-77, com Dalglish marcando 27 gols em todas as competições.
Em 10 de agosto de 1977, depois de fazer 322 aparições e marcar 167 gols pelo Celtic, Dalglish foi contratado pelo técnico do Liverpool, Bob Paisley, em um recorde britânico de £440.000. O acordo foi impopular entre os torcedores do Celtic e Dalglish foi vaiado pela torcida quando voltou ao Celtic Park, em agosto de 1978, para disputar uma partida em homenagem de Stein.

### Liverpool
Dalglish foi contratado para substituir Kevin Keegan e rapidamente se estabeleceu em seu novo clube. Ele fez sua estreia, vestindo a camisa número sete de Keegan, em 13 de agosto de 1977 na abertura da temporada em Wembley, na Supercopa da Inglaterra contra o Manchester United. Ele marcou seu primeiro gol pelo Liverpool em sua estreia na liga uma semana depois, no dia 20 de agosto, contra o Middlesbrough. Dalglish também marcou três dias depois, em sua estreia em Anfield na vitória por 2 a 0 sobre o Newcastle United e marcou o sexto gol do Liverpool ao bater o Hamburgo por 6-0, na segunda partida da final da Supercopa da UEFA de 1977.
No final da primeira temporada com o Liverpool, Dalglish jogou 62 vezes e marcou 31 gols, incluindo o gol da vitória na final da Liga dos Campeões de 1978 em Wembley contra o Club Brugges.
Na sua segunda temporada, Dalglish registrou 21 gols no clube e foi eleito o Melhor Jogador do Ano da Associação dos Escritores de Futebol. Ele não perdeu um jogo do campeonato pelo Liverpool até a temporada 1980-81, quando jogou em 34 dos 42 jogos do campeonato e marcou apenas oito gols e o Liverpool ficou em quinto lugar no campeonato, mas ainda venceu a Liga dos Campeões e a Copa da Liga.
Ele recuperou sua forma de marcar gols na temporada seguinte e foi um jogador sempre presente no campeonato mais uma vez, marcando 13 gols, o Liverpool se tornou campeão da liga pela 13ª vez, e pela terceira vez desde a chegada de Dalglish. Foi também nessa época que ele começou a formar uma poderosa parceria com Ian Rush.
Dalglish foi eleito Jogador do Ano dos Jogadores da PFA na temporada 1982-83, período em que marcou 18 gols no campeonato e o Liverpool ganho o título mais uma vez. A partir de 1983, Dalglish tornou-se menos prolífico como artilheiro, embora permanecesse um jogador regular.
Depois de se tornar jogador-treinador na temporada de 1985, Dalglish jogou em 21 jogos da Primeira Divisão em 1985-86, quando o Liverpool ganhou o doble, mas ele começou a final da FA Cup contra o Everton. No último jogo da Liga, seu gol na vitória por 1 a 0 sobre o Chelsea deu ao Liverpool o 16º título da liga. Dalglish teve uma campanha pessoalmente melhor na temporada 1986-87, marcando seis gols em 18 jogos no campeonato, mas até então ele estava comprometido em dar prioridade aos jogadores mais jovens.
Com a venda de Ian Rush para a Juventus em 1987, Dalglish formou uma nova parceria de atacantes com as novas contratações, John Aldridge e Peter Beardsley. Ele jogou apenas duas vezes em uma campanha da liga que viu o 17º título do Liverpool.
Dalglish não jogou na campanha do Liverpool na temporada 1988-89 e fez sua última aparição na liga em 5 de maio de 1990 como substituto contra o Derby. Aos 39 anos, ele foi um dos jogadores mais velhos a jogar pelo Liverpool. Seu último gol foi três anos antes, em uma vitória por 3 a 0 sobre o Nottingham Forest em 18 de abril de 1987.

## Carreira pela Seleção
Tommy Docherty convocou Dalglish pela primeira vez para a Seleção Escocesa na vitória por 1-0 sobre a Bélgica em a 10 de Novembro de 1971, no Pittodrie. Dalglish marcou seu primeiro gol pela Escócia um ano depois, em 15 de novembro de 1972, na vitória por 2 a 0 sobre a Dinamarca, no Hampden Park.
Ele participou da Copa do Mundo de 1974 na Alemanha Ocidental, onde foi eliminado durante a fase de grupos, apesar de não perder nenhum de seus três jogos. Dalglish também jogou na Copa do Mundo de 1978 na Argentina e na Copa do Mundo de 1982 na Espanha. Nas duas ocasiões, a Escócia não conseguiu passar da fase de grupos. Dalglish também foi selecionado para a Copa do Mundo de 1986, mas teve que se retirar devido a lesão.
O último jogo de Dalglish na Seleção foi em 12 de novembro de 1986, no Hampden Park, em um jogo das eliminatórias para a Eurocopa de 1988 contra Luxemburgo, que a Escócia venceu por 3-0.
No total, Dalglish jogou 102 vezes pela Seleção (um recorde nacional) e marcou 30 gols (também um recorde nacional).

## Carreira como treinador

### Liverpool
Depois do desastre de Heysel em 1985 e da renúncia subsequente de Joe Fagan como treinador, Dalglish tornou-se jogador-treinador do Liverpool.
Em sua primeira temporada, ele guiou o clube para seu primeiro "double". O Liverpool conseguiu isso ao vencer a Primeira Divisão por dois pontos sobre o Everton (o próprio Dalglish marcou o gol da vitória por 1 a 0 sobre o Chelsea em Stamford Bridge para garantir o título) e a Copa da Inglaterra vencendo o Everton na final.
A temporada 1986-87 terminou sem troféus para o Liverpool. Eles perderam por 2-1 para o Arsenal na final da Copa da Liga em Wembley.
Antes da temporada 1987-1988, Dalglish assinou com novos jogadores: o atacante Peter Beardsley, do Newcastle, o ala John Barnes, do Watford e o artilheiro John Aldridge, do Oxford United (um substituto de Ian Rush) na primavera de 1987 e logo no início da nova temporada, comprou o meia do Oxford United, Ray Houghton. A nova equipa do Liverpool, formada por Dalglish, liderou o campeonato durante quase toda a temporada e teve uma série de 37 jogos invicto em todas as competições (incluindo 29 jogos no campeonato). O Liverpool foi campeão com quatro jogos para disputar, tendo sofrido apenas duas derrotas em 40 jogos. No entanto, o time de Dalglish perdeu a final da Copa da Inglaterra de 1988 para o Wimbledon.
No verão de 1988, Dalglish trouxe de volta o atacante Ian Rush. O Liverpool derrotou o Everton por 3 a 2 após a prorrogação na final da FA Cup em 1989. Na temporada 1989-90, o Liverpool conquistou seu terceiro título da liga sob o comando de Dalglish e no final da temporada, Dalglish recebeu seu terceiro prêmio de treinador do ano.
Dalglish renunciou ao cargo de treinador do Liverpool em 22 de fevereiro de 1991, dois dias depois de um empate em 4-4 com o Everton na quinta eliminatória da FA Cup em Goodison Park. No momento de sua renúncia, o clube estava três pontos à frente na liga e ainda estava na disputa pela FA Cup.

#### Desastre de Hillsborough
Dalglish era o treinador do Liverpool na época do desastre de Hillsborough em 15 de abril de 1989. O desastre ceifou 94 vidas no dia, com o número final de mortos chegando a 96. Dalglish compareceu a muitos funerais e sua presença no rescaldo do desastre foi descrita como "colossal e heróica". Dalglish quebrou um silêncio de vinte anos sobre o desastre em março de 2009, lamentando que a polícia e a federação não considerassem adiar o início da partida. Durante o Memorial de Hillsborough, em 15 de abril de 2011, Steve Rotherham, MP do Liverpool, anunciou que apresentaria um Early Day Motion para Dalglish ganhar o título de cavaleiro, "Não apenas por sua excelente carreira de jogador e treinador, mas também pelo trabalho de caridade que ele fez com sua esposa, Marina, pelo apoio ao câncer de mama e o que ele fez depois de Hillsborough. É de conhecimento geral que isso o afetou profundamente".

### Blackburn Rovers
Dalglish retornou ao cargo de treinador em outubro de 1991, no clube da Segunda Divisão, Blackburn Rovers. Na fim de 1992 eles estavam no topo da Segunda Divisão, mas acabaram sofrendo uma queda, mesmo assim, eles conseguiram se classificar para os playoffs, durante o qual Dalglish levou o Blackburn para a nova Premier League ao derrotar o Leicester City por 1-0 em Wembley. A promoção fez com que o Blackburn estivesse de volta à primeira divisão do futebol inglês pela primeira vez desde 1966.
Dalglish assinou com Alan Shearer, do Southampton, em uma taxa recorde de 3,5 milhões de libras. Apesar de uma grave lesão que levou Shearer a perder metade da temporada, Dalglish alcançou a quarta posição com a equipe no primeiro ano da nova Premier League. No ano seguinte, o Blackburn terminou como vice-campeão. Dalglish já tinha em seu elenco os jogadores da Seleção Inglesa: Tim Flowers e David Batty.
No início da temporada 1994-95, Dalglish pagou £5 milhões por Chris Sutton, com quem Shearer formou uma bela parceria. No último jogo da temporada, tanto o Blackburn quanto o Manchester United estavam na disputa pelo título. O Blackburn enfrentou o Liverpool e o Manchester United enfrentou o West Ham United em Londres. O Blackburn perdeu por 2 a 1, mas ainda conquistou o título pois o United não conseguiu vencer em Londres.
O título significava que Dalglish era apenas o quarto treinador de futebol na história a liderar dois clubes diferentes para o título da liga inglesa, depois de Tom Watson, Herbert Chapman e Brian Clough.
Dalglish tornou-se diretor de futebol do Blackburn em junho de 1995 e deixou o clube no final da temporada 1995-96 depois de uma campanha decepcionante de seu substituto, Ray Harford.
Após sua saída de Blackburn, Dalglish foi indicado por um breve período como um "caçador internacional de talentos" em seu clube de infância, Rangers. Ele foi relatado como tendo desempenhado um papel central na assinatura do chileno, Sebastián Rozental.

### Newcastle United
Em janeiro de 1997, Dalglish foi nomeado como treinador do Newcastle United, da Premier League, em um contrato de três anos e meio, substituindo Kevin Keegan. Dalglish guiou o clube até o segundo lugar e para um lugar no novo formato da Liga dos Campeões na próxima temporada.
Ele então quebrou a equipe vendendo jogadores populares como Peter Beardsley, Lee Clark, Les Ferdinand e David Ginola e os substituiu por estrelas como John Barnes (34), Ian Rush (36) e Stuart Pearce (35), bem como desconhecidos como Des Hamilton e Garry Brady. Ele também fez algumas boas contratações de longo prazo como Gary Speed e Shay Given.
Na temporada 1997-1998, o Newcastle terminou em 13º lugar e apesar de Dalglish ter conseguido alguns sucessos notáveis durante a temporada (incluindo uma vitória por 3-2 sobre o Barcelona na UEFA Champions League e uma final da FA Cup contra o Arsenal), foi demitido por Freddie Shepherd depois de dois empates nos dois primeiros jogos da temporada de 1998-99, ele foi substituído pelo ex-técnico do Chelsea, Ruud Gullit.
Um comentarista do The Independent escreveu: "Seus 20 meses no Newcastle United são a única parte da carreira de Kenny Dalglish que chegou perto do fracasso".

### Celtic
Em junho de 1999, ele foi nomeado comodiretor de futebol do Celtic, com seu ex-jogador do Liverpool, John Barnes, indicado como treinador. Barnes foi demitido em fevereiro de 2000 e Dalglish foi nomeado treinador e os guiou até a final da Copa da Liga Escocesa, onde venceu o Aberdeen por 2-0 em Hampden Park
Apesar do término de seu contrato, Dalglish prometeu permanecer como Diretor de Futebol. Após uma breve batalha legal, Dalglish aceitou a oferta de rescisão do Celtic de £600.000.

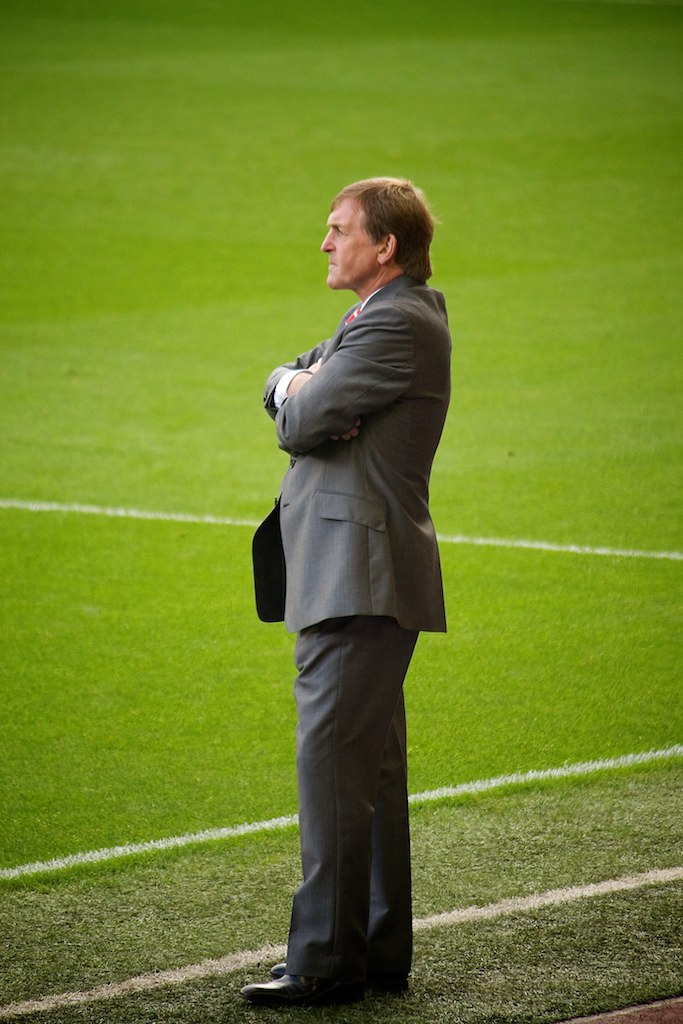
Dalglish treinando o Liverpool contra o Bolton em agosto de 2011

### Retorno ao Liverpool
Em abril de 2009, o treinador do Liverpool, Rafa Benítez, convidou Dalglish para assumir um papel na academia de juniores do clube. A nomeação foi confirmada em julho de 2009 e Dalglish também foi nomeado como embaixador do clube.
Após a saída de Benítez do Liverpool, em junho de 2010, Dalglish foi convidado a ajudar a encontrar um substituto e, em julho, Roy Hodgson, do Fulham, foi indicado como treinador. No entanto, uma série de resultados ruins no início da temporada 2010-2011 levou os torcedores do Liverpool a pedirem o retorno de Dalglish como treinador e sem melhora subsequente nos resultados de Liverpool até o final do ano, Kenny Dalglish foi nomeado treinador interino em 8 de janeiro de 2011 substituindo Roy Hodgson. 

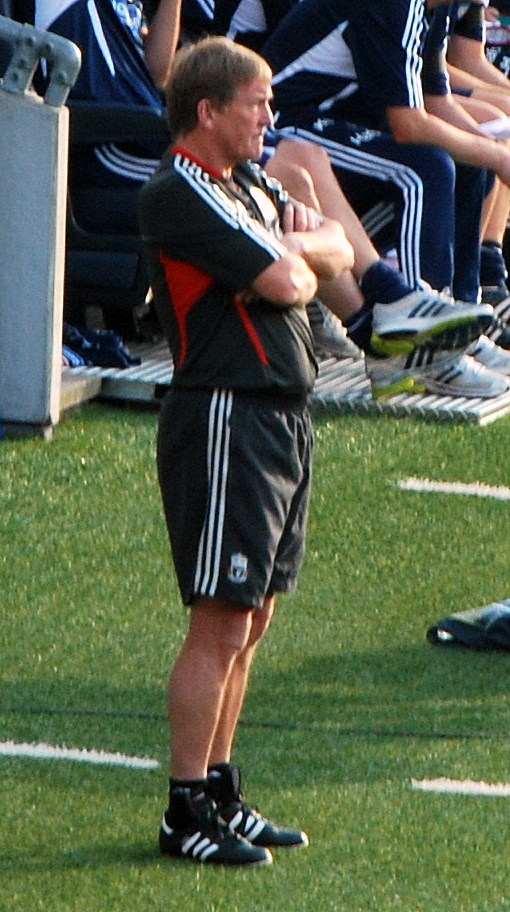
Kenny Dalglish dirigindo o Liverpool contra o Vålerenga em um amistoso de pré-temporada em 2011.

Sua reestreia no comando do clube foi contra o Blackpool em 12 de janeiro de 2011 no Bloomfield Road pela Premier League; O Liverpool perdeu esse jogo por 2-1. Depois do jogo, Dalglish admitiu que o Liverpool enfrenta "um grande desafio".
Em 22 de janeiro de 2011, Dalglish levou o Liverpool à sua primeira vitória desde o seu retorno, contra o Wolves no Molineux. Depois de assinar com Andy Carroll por uma transferência de £35 milhões e Luis Suárez do Ajax por £22,8 milhões no final de janeiro (na sequência da venda de Fernando Torres ao Chelsea por £50 milhões), alguns jornalistas notaram que Dalglish começara a afirmar sua autoridade no clube. Após uma vitória por 1-0 sobre o Chelsea em Stamford Bridge, em fevereiro de 2011, Henry Winter escreveu: "ser uma questão de tempo antes que ele [Dalglish] seja confirmado como gerente de longo prazo ".
Em 12 de maio de 2011, o Liverpool anunciou que Dalglish tinha um contrato de três anos. Sua primeira partida oficial no comando foi a derrota por 2 a 0 para os Tottenham de Harry Redknapp em Anfield. A segunda temporada de Dalglish no comando foi controversa. O escocês consistentemente defendeu Luis Suárez na sequência da suspensão de oito jogos do atacante por ter sido racista com o defensor Patrice Evra, do Manchester United, em outubro de 2011. Um pedido de desculpas do jogador e do treinador veio somente após a intervenção dos proprietários.
Em fevereiro de 2012, Dalglish levou o Liverpool ao seu primeiro troféu em seis anos, com a vitória na Copa da Liga de 2011-12. Na mesma temporada, ele também levou o Liverpool para a final da Copa da Inglaterra de 2012, onde perdeu por 2 a 1 para o Chelsea. Apesar do sucesso nas competições domésticas, o Liverpool terminou em oitavo no campeonato, o pior resultado na liga desde 1994, não conseguindo se classificar para a Liga dos Campeões pela terceira temporada consecutiva.
Após o final da temporada, o Liverpool demitiu Dalglish em 16 de maio de 2012. Sua última partida pelo clube foi uma derrota por 1 a 0 para o Swansea City no Liberty Stadium pela Premier League.
Em outubro de 2013, Dalglish retornou a Liverpool como diretor não executivo. Em 13 de outubro de 2017, o Centenary Stand de Anfield foi oficialmente renomeado para Kenny Dalglish Stand, em reconhecimento à sua contribuição única para o clube.

## Vida pessoal
Dalglish é casado com Marina desde 26 de novembro de 1974. O casal tem quatro filhos, Kelly, Paul, Lynsey e Lauren. Kelly trabalhou como apresentadora de futebol na BBC Radio 5 Live e Sky Sports. Paul seguiu os passos do pai como futebolista e foi até agosto de 2017, o treinador do Ottawa Fury FC. A esposa de Dalglish foi diagnosticada com câncer de mama em março de 2003, mas teve uma boa recuperação da doença.
Dalglish foi premiado com um MBE em 1984, e sua esposa foi premiada com um MBE na lista de Honras do Ano Novo de 2009 por serviços prestados a instituições de caridade.

## Títulos

### Jogador
Celtic
- Campeonato Escocês: 1968–69, 1969–70, 1970–71, 1971–72, 1972–73, 1973–74 e 1976–77
- Copa da Escócia: 1968–69, 1970–71, 1971–72, 1973–74, 1974–75 e 1976–77
- Copa da Liga Escocesa: 1968–69, 1969–70, 1974–75
- Copa de Glasgow: 1969–70 e 1974–75

Liverpool
- Liga dos Campeões da UEFA: 1976–77, 1977–78, 1980–81 e 1983–84
- Supercopa da UEFA: 1977
- Campeonato Inglês: 1976–77, 1978–79, 1979–80, 1981–82, 1982–83, 1983–84, 1985–86, 1987–88 e 1989–90
- Copa da Inglaterra: 1985–86 e 1988–89
- Copa da Liga Inglesa: 1980–81, 1981–82, 1982–83 e 1983–84
- Supercopa da Inglaterra: 1977, 1979, 1980, 1982, 1986, 1988, 1989 e 1990
- Supercopa da Liga de Futebol: 1985–86

Seleção Escocesa
- Campeonato Interbritânico: 1971–72, 1973–74, 1975–76 e 1976–77

### Prêmios individuais
- Maior Jogador da História do Liverpool: 2020[29]

### Treinador
Liverpool
- Campeonato Inglês: 1985–86, 1987–88 e 1989–90
- Copa da Inglaterra: 1985–86 e 1988–89
- Copa da Liga Inglesa: 2011–12
- Supercopa da Inglaterra: 1986, 1988, 1989 e 1990
- Supercopa da Liga de Futebol: 1985–86

Blackburn Rovers
- Premier League: 1994–95

Celtic
- Copa da Liga Escocesa: 1999–00